# Liste der Baudenkmäler in Gaißach

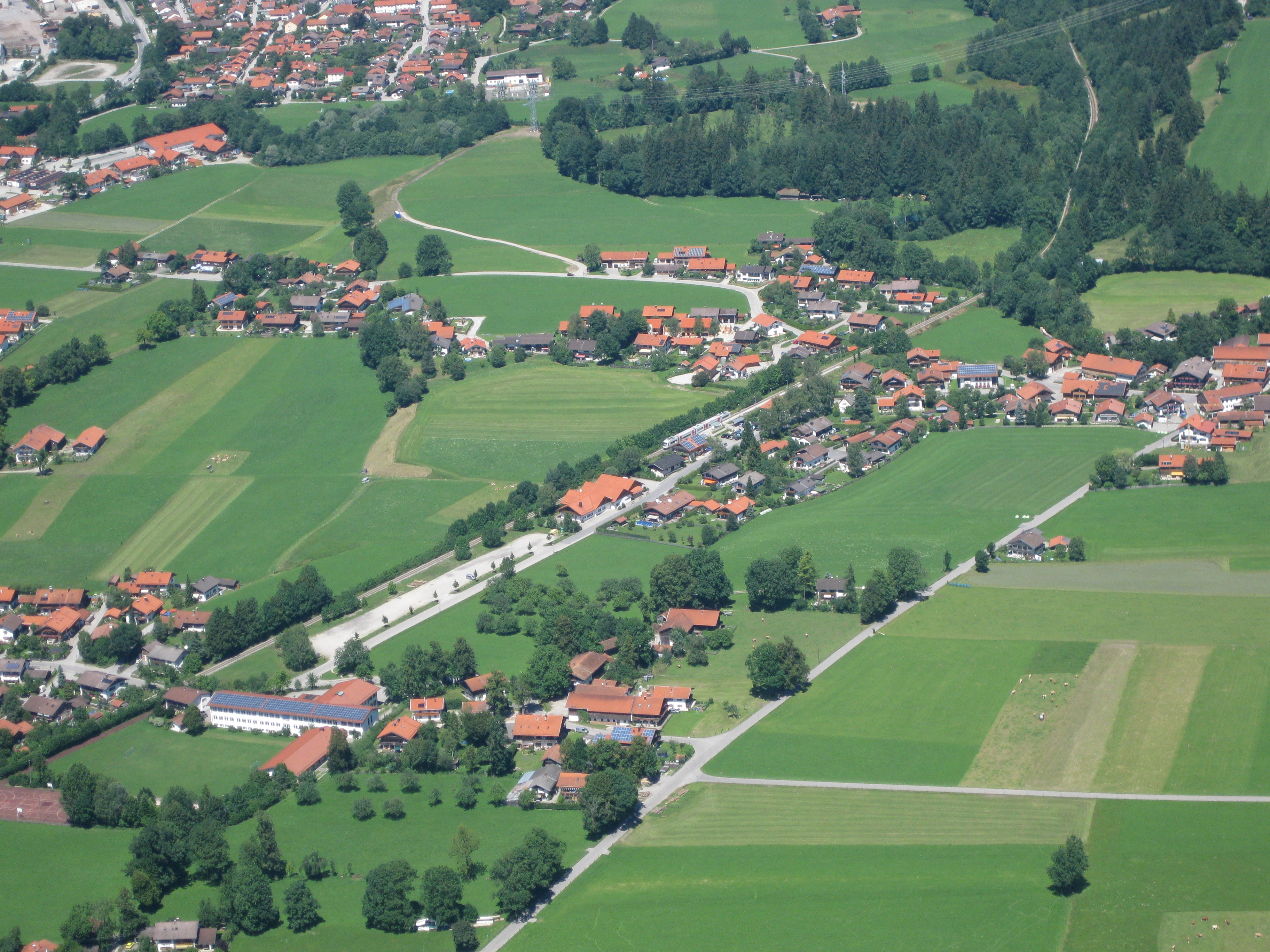
Vogelschau Gaißach Mühle

Auf dieser Seite sind die Baudenkmäler in der oberbayerischen Gemeinde Gaißach zusammengestellt. Diese Tabelle ist eine Teilliste der Liste der Baudenkmäler in Bayern. Grundlage ist die Bayerische Denkmalliste, die auf Basis des Bayerischen Denkmalschutzgesetzes vom 1. Oktober 1973 erstmals erstellt wurde und seither durch das Bayerische Landesamt für Denkmalpflege geführt wird. Die folgenden Angaben ersetzen nicht die rechtsverbindliche Auskunft der Denkmalschutzbehörde.

## Baudenkmäler nach Ortsteilen

### Gaißach
| Lage               | Objekt                                       | Beschreibung | Akten-Nr.             | Bild                                         |
| ------------------ | -------------------------------------------- | --- | --------------------- | -------------------------------------------- |
| Dorf 11 (Standort) | Wohnteil eines ehemaligen Doppelbauernhauses | zweigeschossiger asymmetrischer Flachsatteldachbau mit zweiseitiger Laube und verschaltem Vordach, Kern Anfang 17. Jahrhundert, nördlicher Anbau später          | D-1-73-124-1 Wikidata | Wohnteil eines ehemaligen Doppelbauernhauses |
| Dorf 12 (Standort) | Katholische Pfarrkirche St. Michael          | barockisierter Saalbau mit eingezogenem Chor und nördlichem Zwiebelturm, im Kern spätgotisch, Turm 1649, um 1735 umgebaut; mit Ausstattung (siehe auch: Kanzel). | D-1-73-124-2 Wikidata | weitere Bilder                               |
| Dorf 16 (Standort) | Pfarrhaus                                    | zweigeschossiger putzgegliederter Satteldachbau, 2. Hälfte 18. Jahrhundert                                                                                       | D-1-73-124-3 Wikidata | Pfarrhaus                                    |

### Lehen
| Lage                    | Objekt                                 | Beschreibung | Akten-Nr.             | Bild                                   |
| ----------------------- | -------------------------------------- | --- | --------------------- | -------------------------------------- |
| Lehen 6, 6 a (Standort) | Wohnteil eines ehemaligen Bauernhauses | Flachsatteldachbau mit Blockbau-Obergeschoss, umlaufender Laube und teilverschalter Giebellaube, Ende 18. Jahrhundert                                                                                            | D-1-73-124-5 Wikidata | Wohnteil eines ehemaligen Bauernhauses |
| Lehen 7 (Standort)      | Zuhaus und Getreidekasten              | Zuhaus, Flachsatteldachbau teilweise mit Blockbau-Obergeschoss und Putzgliederung, 2. Hälfte 18. Jahrhundert, bezeichnet mit 1921; Getreidekasten, erdgeschossiger Blockbau mit Flachsatteldach, 18. Jahrhundert | D-1-73-124-6 Wikidata | Zuhaus und Getreidekasten              |
| Lehen 10 (Standort)     | Bauernhaus                             | Flachsatteldachbau mit Blockbau-Obergeschoss, umlaufender Laube und teilverschalter Giebellaube, 2. Hälfte 18. Jahrhundert, Dach später                                                                          | D-1-73-124-7 Wikidata | Bauernhaus                             |

### Lexen
| Lage                                        | Objekt     | Beschreibung                                            | Akten-Nr.             | Bild           |
| ------------------------------------------- | ---------- | ------------------------------------------------------- | --------------------- | -------------- |
| Flur Lexen (bei der Bahnstrecke) (Standort) | Wegkapelle | kleiner Satteldachbau, 19. Jahrhundert; mit Ausstattung | D-1-73-124-8 Wikidata | weitere Bilder |

### Mühl
| Lage                        | Objekt                                                | Beschreibung | Akten-Nr.              | Bild                                                  |
| --------------------------- | ----------------------------------------------------- | --- | ---------------------- | ----------------------------------------------------- |
| Ostfeldstraße 2 (Standort)  | Wohnteil eines ehemaligen Bauernhauses                | zweigeschossiger Blockbau mit zweiseitiger Laube und teilverschalter Giebellaube, 1. Hälfte 18. Jahrhundert              | D-1-73-124-9 Wikidata  | Wohnteil eines ehemaligen Bauernhauses                |
| Ostfeldstraße 4 (Standort)  | Wohnteil eines ehemaligen Bauernhauses                | zweigeschossiger Blockbau mit Flachsatteldach, umlaufender Laube und verschaltem Vordach, 1. Hälfte 18. Jahrhundert      | D-1-73-124-10 Wikidata | Wohnteil eines ehemaligen Bauernhauses                |
| Sonnwiesstraße 1 (Standort) | Ehemaliges Kleinbauernhaus, früher Gasthaus zur Mühle | Flachsatteldachbau mit Blockbau-Obergeschoss, umlaufender Laube und verschaltem Vordach, letztes Viertel 18. Jahrhundert | D-1-73-124-11 Wikidata | Ehemaliges Kleinbauernhaus, früher Gasthaus zur Mühle |

### Obergries
| Lage                   | Objekt                           | Beschreibung | Akten-Nr.              | Bild                       |
| ---------------------- | -------------------------------- | --- | ---------------------- | -------------------------- |
| Griesweg 14 (Standort) | Ehemaliges Kleinbauernhaus       | Flachsatteldachbau mit Blockbau-Obergeschoss, Kniestock, giebelseitiger Laube und verbrettertem Giebel, Kern 1. Hälfte 18. Jahrhundert | D-1-73-124-12 Wikidata | Ehemaliges Kleinbauernhaus |
| Griesweg 17 (Standort) | Ehemaliges Kleinbauernhaus       | Flachsatteldachbau mit Blockbau-Obergeschoss, umlaufender Laube und verschaltem Vordach, 1. Hälfte 18. Jahrhundert                     | D-1-73-124-13 Wikidata | Ehemaliges Kleinbauernhaus |
| Griesweg 26 (Standort) | Wohnteil eines Kleinbauernhauses | Flachsatteldachbau mit Blockbau-Obergeschoss, umlaufender nordseitig verschalter Laube und verschaltem Vordach, Mitte 17. Jahrhundert  | D-1-73-124-15 Wikidata | weitere Bilder             |
| Griesweg 50 (Standort) | Ehemaliges Kleinbauernhaus       | zweigeschossiger Blockbau mit Satteldach, zweiseitiger Laube und verschaltem Vordach, bezeichnet mit 1760, Dachaufbau später           | D-1-73-124-16 Wikidata | Ehemaliges Kleinbauernhaus |

### Obersteinbach
| Lage                       | Objekt                 | Beschreibung | Akten-Nr.     | Bild                   |
| -------------------------- | ---------------------- | --- | ------------- | ---------------------- |
| Obersteinbach 4 (Standort) | Isarwinkler Bauernhaus | Flachsatteldachbau mit Blockbau-Obergeschoss, umlaufender Laube, verschaltem Vordach und Kniestock, bezeichnet mit 1731, Wirtschaftsteil ausgebaut | D-1-73-124-17 | Isarwinkler Bauernhaus |

### Pfistern
| Lage                  | Objekt                      | Beschreibung | Akten-Nr.     | Bild                        |
| --------------------- | --------------------------- | --- | ------------- | --------------------------- |
| Pfistern 1 (Standort) | Wohnteil eines Bauernhauses | Flachsatteldachbau mit Blockbau-Obergeschoss, umlaufender Laube, verschaltem Kniestock und Hochlaube, im Kern 18. Jahrhundert, Dachaufbau später | D-1-73-124-18 | Wohnteil eines Bauernhauses |
| Pfistern 6 (Standort) | Bauernhaus                  | Flachsatteldachbau mit Blockbau-Obergeschoss, umlaufender Laube und teilverschalter Giebellaube, Kern 18. Jahrhundert, Dachaufbau später         | D-1-73-124-19 | weitere Bilder              |

### Puchen
| Lage                | Objekt                | Beschreibung | Akten-Nr.              | Bild                  |
| ------------------- | --------------------- | --- | ---------------------- | --------------------- |
| Puchen 3 (Standort) | Ehemaliges Bauernhaus | Flachsatteldachbau mit Blockbau-Obergeschoss, umlaufender Laube und verschaltem Vordach, 1. Hälfte 18. Jahrhundert                                 | D-1-73-124-20 Wikidata | Ehemaliges Bauernhaus |
| Puchen 4 (Standort) | Weilerkapelle         | Satteldachbau mit neugotischem hölzernem Dachreiter, 1751, 1865 erweitert und neugotisch umgestaltet; mit Ausstattung                              | D-1-73-124-21 Wikidata | weitere Bilder        |
| Puchen 9 (Standort) | Bauernhaus            | Flachsatteldachbau mit Blockbau-Obergeschoss, umlaufender Laube und teilverschalter Giebellaube, Kern 1. Hälfte 18. Jahrhundert, Dachaufbau später | D-1-73-124-22 Wikidata | weitere Bilder        |

### Rain
| Lage                 | Objekt                 | Beschreibung | Akten-Nr.              | Bild                   |
| -------------------- | ---------------------- | --- | ---------------------- | ---------------------- |
| Rain 22 b (Standort) | Isarwinkler Bauernhaus | Flachsatteldachbau mit Blockbau-Obergeschoss, umlaufender Bretterlaube, verschaltem Vordach und Traufbundwerk, 1. Hälfte 18. Jahrhundert | D-1-73-124-25 Wikidata | Isarwinkler Bauernhaus |
| Rain 30 (Standort)   | Bauernhaus             | Flachsatteldachbau mit Blockbau-Obergeschoss, zweiseitiger Laube und verschaltem Vordach, im Kern 18. Jahrhundert, Dachaufbau später     | D-1-73-124-27 Wikidata | weitere Bilder         |
| In Rain (Standort)   | Kapelle                | neugotischer Satteldachbau mit Dachreiter, um 1850; mit Ausstattung                                                                      | D-1-73-124-24 Wikidata | Kapelle                |

### Reut
| Lage                | Objekt                      | Beschreibung | Akten-Nr.              | Bild           |
| ------------------- | --------------------------- | --- | ---------------------- | -------------- |
| Reut 1 a (Standort) | Wohnteil eines Bauernhauses | Flachsatteldachbau mit Blockbau-Obergeschoss, umlaufender Laube und verschaltem Vordach, um 1738, mit profanierter Hauskapelle | D-1-73-124-28 Wikidata | weitere Bilder |

### Taxern
| Lage                | Objekt     | Beschreibung                                                                              | Akten-Nr.              | Bild       |
| ------------------- | ---------- | ----------------------------------------------------------------------------------------- | ---------------------- | ---------- |
| Taxern 8 (Standort) | Wegkapelle | kleiner Satteldachbau mit verschaltem Vordach, 1. Hälfte 19. Jahrhundert; mit Ausstattung | D-1-73-124-29 Wikidata | Wegkapelle |

### Untergries
| Lage                             | Objekt                         | Beschreibung | Akten-Nr.              | Bild                           |
| -------------------------------- | ------------------------------ | --- | ---------------------- | ------------------------------ |
| Anger 15 (Standort)              | Wohnteil des Kleinbauernhauses | Flachsatteldachbau mit Blockbau-Obergeschoss, zweiseitiger Laube und verschaltem Vordach, Mitte 18. Jahrhundert                        | D-1-73-124-30 Wikidata | Wohnteil des Kleinbauernhauses |
| Lenggrieser Straße 48 (Standort) | Früher Gasthaus Zachschuster   | Flachsatteldachbau mit Blockbau-Obergeschoss, umlaufender Laube und teilverschalter Giebellaube, modern bezeichnet mit 1786, erneuert  | D-1-73-124-33          | Früher Gasthaus Zachschuster   |
| Tölzer Straße 36 (Standort)      | Ehemaliges Bauernhaus          | zweigeschossiger Blockbau mit Flachsatteldach, Massivteilen, zweiseitiger Laube und verschalter Giebellaube, 2. Hälfte 17. Jahrhundert | D-1-73-124-32 Wikidata | weitere Bilder                 |
| Untergries 3 (Standort)          | Kleinbauernhaus                | Flachsatteldachbau mit Blockbau-Obergeschoss, umlaufender Laube und verschaltem Vordach, 1. Hälfte 18. Jahrhundert, Dachaufbau später  | D-1-73-124-34 Wikidata | Kleinbauernhaus                |
| Untergries 8 (Standort)          | Kleinbauernhaus                | zweigeschossiger Flachsatteldachbau mit traufseitiger Laube, Kniestock und Giebelbalkon, Mitte 19. Jahrhundert                         | D-1-73-124-47          | Kleinbauernhaus                |
| Untergries 30 (Standort)         | Kleinbauernhaus                | Flachsatteldachbau mit Blockbau-Obergeschoss, umlaufender Laube und verschaltem Vordach, Kern Mitte 18. Jahrhundert, Dachaufbau später | D-1-73-124-35 Wikidata | Kleinbauernhaus                |

### Untermberg
| Lage                                | Objekt                      | Beschreibung | Akten-Nr.              | Bild                  |
| ----------------------------------- | --------------------------- | --- | ---------------------- | --------------------- |
| Untermberg 1, Stiedlrest (Standort) | Wohnteil eines Bauernhauses | Flachsatteldachbau mit Blockbau-Obergeschoss, umlaufender Laube, verschaltem Vordach und fünf erdgeschossigen Wandbildern, 1. Hälfte 17. Jahrhundert, Fresken Mitte 18. Jahrhundert; Zuhaus, Flachsatteldachbau mit verschaltem Blockbau-Obergeschoss und teilverschalter Laube, 2. Hälfte 18. Jahrhundert | D-1-73-124-36 Wikidata | weitere Bilder        |
| Untermberg 2 (Standort)             | Ehemaliges Bauernhaus       | Flachsatteldachbau mit Blockbau-Obergeschoss, umlaufender Laube und verschaltem Vordach, 18. Jahrhundert, restauriert | D-1-73-124-37 Wikidata | Ehemaliges Bauernhaus |
| Untermberg 4, 4 a (Standort)        | Ehemaliges Bauernhaus       | Flachsatteldachbau mit Blockbau-Obergeschoss, zweiseitiger Laube und verschaltem Vordach, bezeichnet mit 1697, restauriert; Getreidekasten, obergeschossig eingebauter Blockbau, 17./18. Jahrhundert | D-1-73-124-38 Wikidata | weitere Bilder        |

### Untersteinbach
| Lage                        | Objekt                     | Beschreibung | Akten-Nr.              | Bild           |
| --------------------------- | -------------------------- | --- | ---------------------- | -------------- |
| Steinbachau 12 (Standort)   | Ehemaliges Kleinbauernhaus | zweigeschossiger Blockbau mit Flachsatteldach, umlaufender Laube und verschaltem Vordach, 1. Hälfte 17. Jahrhundert, restauriert | D-1-73-124-41 Wikidata | weitere Bilder |
| Steinbachau 13 (Standort)   | Ehemaliges Kleinbauernhaus | Flachsatteldachbau mit Blockbau-Obergeschoss und umlaufender Laube, 18. Jahrhundert, Wirtschaftsteil erneuert                    | D-1-73-124-42 Wikidata | weitere Bilder |
| Untersteinbach 3 (Standort) | Getreidekasten             | obergeschossiger Blockbau über gemauertem Unterbau, 18. Jahrhundert, Überbau alt                                                 | D-1-73-124-40 Wikidata | Getreidekasten |

### Wetzl
| Lage                        | Objekt                      | Beschreibung | Akten-Nr.              | Bild                        |
| --------------------------- | --------------------------- | --- | ---------------------- | --------------------------- |
| Untermbergstraße (Standort) | Kapelle                     | Kleiner Satteldachbau, 19./20. Jahrhundert; mit Ausstattung                                                                                             | D-1-73-124-45          | weitere Bilder              |
| Wetzl 2 (Standort)          | Wohnteil eines Bauernhauses | Flachsatteldachbau mit Blockbau-Obergeschoss, umlaufender Laube und teilverschalter Giebellaube, 2. Hälfte 18. Jahrhundert, Dachaufbau später           | D-1-73-124-43 Wikidata | Wohnteil eines Bauernhauses |
| Wetzl 6 (Standort)          | Bauernhaus                  | Flachsatteldachbau mit Blockbau-Obergeschoss, umlaufender Laube, hohem Kniestock und Giebellaube, im Kern 2. Hälfte 18. Jahrhundert, später aufgestockt | D-1-73-124-44 Wikidata | Bauernhaus                  |

### Wiedmoos
| Lage                  | Objekt     | Beschreibung | Akten-Nr.              | Bild       |
| --------------------- | ---------- | --- | ---------------------- | ---------- |
| Wiedmoos 2 (Standort) | Bauernhaus | Flachsatteldachbau teilweise mit Blockbau-Obergeschoss, zweiseitiger Laube und verschalter Giebellaube, Kern 1. Hälfte 18. Jahrhundert, durchfensterter Kniestock und Dachaufbau später. | D-1-73-124-46 Wikidata | Bauernhaus |

## Ehemalige Baudenkmäler
In diesem Abschnitt sind Objekte aufgeführt, die früher einmal in der Denkmalliste eingetragen waren, jetzt aber nicht mehr. Objekte, die in anderem Zusammenhang also z. B. als Teil eines Baudenkmals weiter eingetragen sind, sollen hier nicht aufgeführt werden. Aktennummern in diesem Abschnitt sind ehemalige, jetzt nicht mehr gültige Aktennummern.

| Lage                                       | Objekt                                   | Beschreibung                                                                                            | Akten-Nr.              | Bild           |
| ------------------------------------------ | ---------------------------------------- | --- | ---------------------- | -------------- |
| Grundnern Grundnern 6 (Standort)           | Bauernhaus                               | Bauernhaus mit Blockbau-Obergeschoss, 18. Jahrhundert, Dach später.                                     |                        | weitere Bilder |
| Puchen Puchen 13 (Standort)                | Bauernhaus                               | Bauernhaus mit Blockbau-Obergeschoss, Kern erste Hälfte 18. Jahrhundert, Dach später.                   | D-1-73-124-23 Wikidata | Bauernhaus     |
| Rain Rain 23 (Standort)                    | Getreidekasten                           | Zugehöriger Getreidekasten auf gemauertem Unterbau, erste Hälfte 18. Jahrhundert.                       |                        | BW             |
| Unterreut Unterreut 1 (Standort)           | Einzelhof; sogenannt Schalch unterm Berg | am Wirtschaftsteil reiches Traufbundwerk, zweite Hälfte 18. Jahrhundert                                 |                        | BW             |
| Untergries Anger 26 (Standort)             | Bauernhaus                               | Ehemaliges Bauernhaus (Altbau), urtümlicher zweigeschossiger Blockbau, viertes Viertel 16. Jahrhundert. |                        | Bauernhaus     |
| Untergries Lenggrieser Straße 1 (Standort) | Bauernhaus                               | Ehemaliges Bauernhaus, zweigeschossiger Blockbau, zweite Hälfte 17. Jahrhundert.                        |                        | Bauernhaus     |
| Untergries Untergries 12 (Standort)        | Bauernhaus                               | Kleinbauernhaus mit Blockbau-Obergeschoss, Kern Mitte 18. Jahrhundert, Dach später.                     |                        | Bauernhaus     |

## Abgegangene Baudenkmäler
In diesem Abschnitt sind Objekte aufgeführt, die früher einmal in der Denkmalliste eingetragen waren, jetzt aber nicht mehr existieren, z. B. weil sie abgebrochen wurden. Aktennummern in diesem Abschnitt sind ehemalige, jetzt nicht mehr gültige Aktennummern.

| Lage                             | Objekt     | Beschreibung                                               | Akten-Nr.              | Bild |
| -------------------------------- | ---------- | ---------------------------------------------------------- | ---------------------- | ---- |
| Obergries Griesweg 19 (Standort) | Bauernhaus | Kleinbauernhaus mit Blockbau-Obergeschoss, 18. Jahrhundert | D-1-73-124-14 Wikidata | BW   |